# Галамбош, Рамона
Рамона Галамбош (венг. Galambos Ramóna, р. 30 июля 1996) — венгерская спортсменка, борец вольного стиля, призёрка чемпионатов Европы.

## Биография
Родилась в 1996 году. В 2014 году заняла 8-е место чемпионата Европы. В 2016 году стала бронзовой призёркой чемпионата Европы и заняла 5-е место на чемпионате мира. В 2017 году заняла 23-е место на чемпионате мира. В 2018 году заняла 9-е место на чемпионате Европы.